# استان حکاری
حَکّاری (به کردی: Colemêrg) نام یکی از استان‌های ترکیه است که مرکز آن هم شهری است به همین نام. استان حکاری از شرق با آذربایجان غربی و شهرستان ارومیه، از غرب  با استان شرناق، از شمال با استان وان و از جنوب با اقلیم کردستان عراق همسایه است. مرکز این استان شهری است به نام حکاری.

## تاریخ
حکاری که دهاندین قسمتی از پادشاهی حوری و اورارتو بود، بعد از شاهنشاهی هخامنشی تحت تسلط اعراب واقع گردید. این شهر که بعدها تحت تسلط سلجوقیان واقع شد، و بعدها در سال ۱۵۳۶ به سرزمین‌های امپراتوری عثمانی الحاق شد.
حکاری که به بذل موقعیت جغرافیایی خودش میزبان کشورهای متعددی بوده است، کلان شهر مارسمون دنها و روستای کودشانیس/کوچانیس(امروزی کوناک) حکاری را به عنوان مرکز ایلخانی قبول کردند. ایلخانان نسطوری تا سال ۱۹۱۸ در این روستا مشغول زندگی بودند. نسطوریها که تقریباً نصفی از جمعیت حکاری را تا میان قرن ۱۹ ایجاد می نمودند، در دو تهاجم در سال‌های ۱۸۴۳ و ۱۸۴۶ از جانب امیر جزیره ابن عمر و امیر حکاری اثر گذاری اساسی داشتند.نسطوری های حکاری که در سال های ۱۹۱۸-۱۹۱۵ با قبیله ها درگیر شدند، ابتدا به ناحیه ارومیه در ایران و بعد از آن به عراق که تحت انگلیس واقع شدند امان گرفتند. با وجود اینکه آنان در قرن ۱۹ تلاش نمودند به شکل گروهی برگردند، با عملیات سمدینلی که میان ۱۲ تا ۲۸ سپتامبر ۱۹۲۴ صورت گرفت دفع گردیدند.

## جغرافیا
حکاری که از سمت شرق با ایران و از سمت جنوب با عراق همسایه می باشد، در سمت غرب هم با استان شرناق و در سمت شمال هم با وان همسایه می باشد. کوه جیلو که مرتفع ترین نقطه آن به ۴۱۵۰ متر می رسد، در منطقه حاکاری می باشد.

### غموض زمین
مرزهای استانی حکاری شرایط جغرافیایی دندان شکن و سختی را دارا می باشد. اغلب ناحیه آن کوهستانی می باشد. هیچ ناحیه پهنی در ناحیه به غیر از مرکز ناحیه یوکسک‌اوا موجود نیست. ارتفاع کوه ها در بسیاری از نواحی ها می تواند بیش از ۳۰۰۰ متر باشد. دومین ناحیه رفیع کشور کوه جیلو در مرزهای استانی حکاری می باشد. ناحیه چوکورجه و شمدینان شهری که مرز مشترک با عراق را ایجاد می کند، در مقایسه با بخش شمالی از ارتفاع کمتری بهرمند می باشند.

## شهرستان‌ها

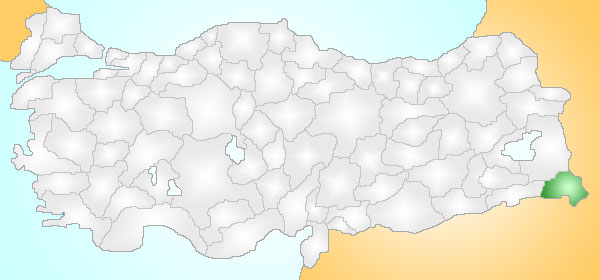
استان حکاری

- چوکورجه
- شهرستان حکاری (Hakkâri)
- شمدینان
- یوکسک‌اوا